# Синьюй
Синью́й (кит. упр. 新余, пиньинь Xīnyú) — городской округ в провинции Цзянси КНР.

## История
В эпоху Троецарствия, когда эти земли находились в составе государства У, в 267 году из уезда Ичунь был выделен уезд Синьюй (新渝县). Во времена империи Суй он был в 589 году присоединён к уезду Упин, а уезд Упин был в 591 году опять присоединён к уезду Ичунь.
В 598 году уезд Синьюй был создан вновь, но после смены империи Суй на империю Тан он был в 622 году расформирован опять, его земли были разделены между соседними уездами.
В 624 году уезд Синьюй был создан в третий раз. В 742 году написание его названия было изменено на 新喻县.
Во времена империи Сун в 984 году ещё 10 волостей уезда Ичунь были выделены в отдельный уезд, получивший название Фэньи («часть Ичуня»).
После монгольского завоевания и образования империи Юань уезд Синьюй был в 1295 году поднят в статусе, став Синьюйской областью (新喻州). После свержения власти монголов и образования империи Мин область была в 1369 году вновь понижена в статусе до уезда.
В марте 1932 года на территории уездов Синьюй и Сяцзян была провозглашена советская власть, и они были объединены в уезд Синься (新峡县). В октябре 1934 года Китайская Красная армия ушла в Великий поход, и здесь были восстановлены гоминьдановские структуры власти.
После образования КНР в 1949 году был создан Специальный район Юаньчжоу (袁州专区), и уезды Синьюй и Фэньи вошли в его состав. 8 октября 1952 года Специальный район Юаньчжоу был присоединён к Специальному району Наньчан (南昌专区). В 1957 году написание названия уезда Синьюй было изменено с 新喻县 на 新余县. 8 декабря 1958 года власти Специального района Наньчан переехали из города Наньчан в уезд Ичунь, и Специальный район Наньчан был переименован в Специальный район Ичунь (宜春专区).
В сентябре 1960 года уезд Синьюй был преобразован в городской уезд, и выведен из состава специального района, перейдя в прямое подчинение властям провинции Цзянси. в 1963 году это решение было отменено, и Синьюй, вновь ставший обычным уездом, вернулся в состав Специального района Ичунь. В 1970 году Специальный район Ичунь был переименован в Округ Ичунь (宜春地区).
Постановлением Госсовета КНР от июля 1983 года уезды Синьюй и Фэньи были выделены из округа Ичунь, образовав отдельный городской округ Синьюй; уезд Синьюй был при этом расформирован, а на его территории был образован район городского подчинения Юйшуй.

## Административно-территориальное деление
Городской округ Синьюй делится на 1 район, 1 уезд:
| Карта       | Карта    | Карта     | Карта      | Карта            | Карта         |
| ----------- | -------- | --------- | ---------- | ---------------- | ------------- |
| Юйшуй Фэньи |          |           |            |                  |               |
| Статус      | Название | Иероглифы | Пиньинь    | Население (2010) | Площадь (км²) |
| Район       | Юйшуй    | 渝水区    | Yúshuǐ qū  |                  |               |
| Уезд        | Фэньи    | 分宜县    | Fēnyí xiàn |                  |               |

## Экономика
В округе базируются компании Xinyu Iron & Steel (стальные кабели и провода), Ganfeng Lithium (крупный производитель лития и литиевых аккумуляторов) и LDK Solar (крупный производитель фотоэлементов и полупроводниковых пластин).